# Бухберг (Шаффгаузен)
Бухберг (нім. Buchberg SH) — громада  в Швейцарії в кантоні Шаффгаузен, округ Шаффгаузен.

## Географія
Громада розташована на відстані близько 110 км на північний схід від Берна, 16 км на південний захід від Шаффгаузена.
Бухберг має площу 5,9 км², з яких на 8,4% дозволяється будівництво (житлове та будівництво доріг), 52,1% використовуються в сільськогосподарських цілях, 34,4% зайнято лісами, 5,1% не є продуктивними (річки, льодовики або гори).

## Демографія
2019 року в громаді мешкало 854 особи (+0% порівняно з 2010 роком), іноземців було 9,8%. Густота населення становила 146 осіб/км².
За віковим діапазоном населення розподілялося таким чином: 18,7% — особи молодші 20 років, 58,8% — особи у віці 20—64 років, 22,5% — особи у віці 65 років та старші. Було 365 помешкань (у середньому 2,3 особи в помешканні).
Із загальної кількості 261 працюючого 60 було зайнятих в первинному секторі, 57 — в обробній промисловості, 144 — в галузі послуг.